# Interamerikanische Entwicklungsbank
Die Interamerikanische Entwicklungsbank (IDB; manchmal auch IADB; auf Spanisch und Portugiesisch BID) ist eine multilaterale Entwicklungsbank in Rechtsform einer Aktiengesellschaft mit Sitz in Washington, D.C. Gegründet wurde die IADB von 19 amerikanischen Staaten, unter ihnen die USA. Die Bank wird mehrheitlich von Mitgliedsstaaten aus Lateinamerika und der Karibik gehalten.

## Organisation und Tätigkeit
Vereinfachend werden meist folgende rechtlich selbständige Gesellschaften unter der Bezeichnung IADB oder IADB-Gruppe zusammengefasst:
- Die Interamerikanische Entwicklungsbank (IADB), gegründet 1959, einschließlich des Fonds für Sondergeschäfte (FSO)
- Die Interamerikanische Investitionsgesellschaft (IIC), gegründet 1986
- Der Multilaterale Investitionsfonds (MIF), gegründet 1993

Nach Angaben der deutschen Bundesregierung (Stand September 2004) ist die IADB seit Jahren der größte multilaterale Kreditgeber für Lateinamerika und die Karibik – noch vor der Weltbank.
Die finanziellen Ressourcen der Bank bestehen aus
- eingezahltem Kapital
- den Reserven
- Krediten, welche die Bank selbst aufnimmt
- sonstigen Beiträgen der Mitgliedsländer

An der Spitze der Bank steht ein Präsidium (Board of Governors), das die Tätigkeit der Geschäftsleitung (Board of Executive Directors) überwacht. Ein Management-Team ist für den laufenden Geschäftsbetrieb verantwortlich. Der Präsident der IADB wird für jeweils fünf Jahre durch das Präsidium gewählt. Er führt das operative Geschäft der Bank. Der geschäftsführende Vizepräsident (Executive Vice President, EVP) wird von der Geschäftsleitung (Board of Executive Directors) gewählt und überwacht die operativen Abteilungen der Bank.
Der Vizepräsident für Planung und Verwaltung (Vice President for Planning and Administration, VPO) überwacht dagegen alle Abteilungen mit Planungs- und Hilfsaufgaben. Die einzelnen Bereiche der Bank werden jeweils von einem Bereichsleiter (Manager), dessen Stellvertreter sowie verschiedenen Bereichsleitern (division chiefs) geführt.
Die Statuten der Bank erlauben erst seit den 1970er Jahren die Mitgliedschaft nicht-amerikanischer Staaten. 1977 wurde die Republik Österreich Mitglied der IADB, die Bundesrepublik Deutschland trat ihr 1979 bei und hält einen Anteil von 1,9 % (Stand September 2004). Neben Deutschland, Österreich und weiteren europäischen Staaten sind als Geberländer auch die USA, Kanada, Japan, Schweiz und Israel beteiligt.
Hauptziele der IADB sind die Bekämpfung von Armut und sozialer Ungleichheit. Hierfür wurde ein Aktionsprogramm 2015 verabschiedet. Die Bank will diesem zufolge verstärkt kleine und mittlere Privatunternehmen fördern, um so zu einem breiten wirtschaftlichen Wachstum in den betreffenden Staaten beizutragen.
Die deutsche Bundesregierung dringt bei der Geschäftstätigkeit der IADB auf eine stärkere Beachtung von Umwelt- und Sozialstandards sowie die Förderung erneuerbarer Energien. 2003 verabschiedete die Bank eine Umweltstrategie, was die deutsche Bundesregierung auf ihren Beitrag zurückführt (siehe auch: Umweltpolitik).
| Name                     | Amtszeit  |
| ------------------------ | --------- |
| Felipe Herrera           | 1960–1971 |
| Antonio Ortiz Mena       | 1971–1988 |
| Enrique V. Iglesias      | 1988–2005 |
| Luis Alberto Moreno      | 2005–2020 |
| Mauricio Claver-Carone   | 2020–2022 |
| Reina Irene Mejía Chacón | 2022      |
| Ilan Goldfajn            | seit 2022 |